# Federico VI de Baden-Durlach
El margrave Federico VI de Baden-Durlach (Durlach, Baden, Alemania, 16 de noviembre de 1617 - ib., 10 o 31 de enero de 1677), fue Margrave de Baden-Durlach desde 1659 hasta su muerte.

## Vida
Nació en el palacio de Karlsburg en Durlach (ahora parte de Karlsruhe), hijo del margrave Federico V de Baden-Durlach y Bárbara de Wurtemberg. Participó en la defensa de los territorios alemanes contra la invasión otomana de 1663. 
Al final la Guerra de los Treinta Años en 1648 no se quedó mucho tiempo para recuperarse en sus cuarteles de guerra. Ya en 1663, los turcos habían penetrado profundamente en Hungría. El ejército imperial del emperador Leopoldo I de Habsburgo comenzó a organizar una defensa común contra los turcos y exigió que Baden-Durlach también debía proporcionar tropas. Federico VI participó en esta guerra como un general de división.
El Emperador concedió, incluso antes de que estallara la guerra, a Federico y su primo, el margrave Guillermo I de Baden-Baden, el derecho a utilizar el título de Alteza Serenísima, que fue hereditario hasta 1803, cuando el Margrave Carlos Federico en 1771 reunificó el margraviato de Baden y fue elevado a elector después de haber ampliado enormemente su territorio durante la mediatización alemana, siendo ascendido a Gran Duque en 1806.
Luis Guillermo, el primo de Federico, se distinguió en los combates contra los turcos y se ganó el apodo de "Turkenlouis" ("Luis el turco"). Después de que los turcos fueran derrotados, Federico participó en el lado holandés de la guerra franco-holandesa. En 1676, comenzó un asedio a la fortaleza de Philippsburg, que pertenecía a los franceses, la conquistó el 17 de septiembre de 1676 y la incorporó a los territorios de Baden-Durlach.
Murió el 10 o 31 de enero de 1677 en el palacio de Durlach.

## Matrimonios y descendencia
Federico VI se casó en primeras nupcias el 30 de noviembre de 1642 con Cristina Magdalena (15 de mayo de 1616 - 4 de agosto de 1662), hija del conde palatino Juan Casimiro del Palatinado-Zweibrücken. De este matrimonio nacieron los siguientes hijos:
1. Federico Casimiro (27 de noviembre de 1643 - marzo 1644).
2. Cristina (22 de abril de 1645 - 21 de diciembre de 1705), casada en primeras nupcias el 27 de julio de 1665 con el Margrave Alberto II de Brandeburgo-Ansbach (18 de septiembre de 1620 - 22 de octubre de 1667) y en un segundo matrimonio el 14 de agosto de 1681 con Federico I de Sajonia-Gotha-Altenburgo (15 de julio de 1646 - 2 de agosto de 1691).
3. Leonor Catalina (4 de mayo de 1646 - 9 de julio de 1646).
4. Federico Magno (23 de septiembre de 1647 - 25 de junio de 1709).
5. Carlos Gustavo (27 de septiembre de 1648 - 24 de octubre de 1703).
6. Catalina Bárbara (4 de julio de 1650 - 14 de enero de 1733).
7. Juana Isabel (6 de noviembre de 1651 - 28 de septiembre de 1680), se casó el 26 de enero de 1673 con el Margrave Juan Federico de Brandeburgo-Ansbach (4 de octubre de 1654 - 22 de marzo de 1686).
8. Federica Leonor (6 de marzo de 1658 - 13 de abril de 1658).

después de la muerte de su esposa, Federico VI tuvo una relación ilegítima con Juana Bayer de Sendau (1636-1699), cuyos descendientes fueron nombrados barones de Münzesheim:
1. Federico, († 1678); Barón de Münzesheim
2. Juan Bernardo (17 de mayo de 1669-1734); Barón de Münzesheim ∞ con Sofía Magdalena de Münchingen (1676-1703) ∞ en 1704 con Juliana Sabine de Remchingen (1681-1763)